# Farwell (Texas)
Farwell es una ciudad ubicada en el condado de Parmer en el estado estadounidense de Texas. En el Censo de 2010 tenía una población de 1.363 habitantes y una densidad poblacional de 640,22 personas por km².

## Geografía
Farwell se encuentra ubicada en las coordenadas 34°23′8″N 103°2′14″O / 34.38556, -103.03722. Según la Oficina del Censo de los Estados Unidos, Farwell tiene una superficie total de 2.13 km², de la cual 2.13 km² corresponden a tierra firme y (0%) 0 km² es agua.

## Demografía
Según el censo de 2010, había 1.363 personas residiendo en Farwell. La densidad de población era de 640,22 hab./km². De los 1.363 habitantes, Farwell estaba compuesto por el 84.67% blancos, el 1.98% eran afroamericanos, el 1.1% eran amerindios, el 0.59% eran asiáticos, el 0% eran isleños del Pacífico, el 10.12% eran de otras razas y el 1.54% pertenecían a dos o más razas. Del total de la población el 40.87% eran hispanos o latinos de cualquier raza.